# 闱姓
闱姓，是清末由廣東開始流行的一種彩票，當科舉考試之際，亦由眾人自行集資，押猜當年考中的士子，中者可獲大利。最流行於廣州與澳門。在澳門，闈姓最早出現在葡文官方文件中，稱為“Loteria Chamada Vae Seng”（名為「闈姓」的樂透）。

## 爭議
道光三年（1823年）广东人陈辉祖从科举乡试、会试的进考者名单中，列出许多可能中举人、進士者的姓名，作为“彩底”，分别书写在几千个纸卷中，故意混杂大量“白票”，也就是只印假名字或者干脆不印名字的彩票，经密印后一起出售给广大彩民，许多人都得“白票”。這年科考结果出来，中奖人太少，引得民怨沸腾，眾人認為遭到詐騙，白費銀錢。同年重阳节，陈辉祖返乡祭祖，途中被未得獎的彩迷乱刀砍死

## 被禁
光緒廿一年（1895年）兩廣總督譚鐘麟禁賭。當時曾參與賭局的光緒十二年進士劉學詢曾一度被參奏朝廷，差點丟了功名，據說劉學詢後來花了大筆賄款疏通層峰，才安全過關。